# Владимирская и Брестская епархия
Владимирская и Брестская епархия (лат. Eparchia Vladimirensis-Brestensis Ruthenorum, пол. Diecezja włodzimiersko-brzeska) — административно-территориальная единица (епархия) Униатской церкви в Речи Посполитой. Возникла в 1596 году в результате Брестской унии. Перестала существовать после разделов Речи Посполитой. На короткое время восстанавливалась в Российской империи как Брестская епархия (1798—1828).
Владимирскими и Брестскими епископами были:
- Ипатий Поцей (православный епископ 1591—1596, после униатский — 18.7.1613);
- Иоаким Мороховский (1613—1631);
  - Иосиф Рутский (администратор 1631—1632);
- Иосиф Мокосей-Баковецкий (26.1.1632 — 1654);
  - Яков Суша (администратор 1650—1655);
- Ян Поцей (7.1655 — 15.9.1666);
- Венедикт Глинский (23.10.1666 — 1678);
  - Юрий Винницкий (администратор 1708—1711);
- Лев Кишка (1711 — 19.11.1728);
- Корнелий Лебецкий (12.8.1729 — 22.1.1730);
- Теодосий Годебский (1730 — 12.9.1756);
- Филип Володкович (1758 — 13.2.1778);
- Антоний Млодовский (2.1778 — 12.7.1778, с 1.9.1764 коадъютор, с 28.8.1768 апостольский администратор);
- Симеон Млоцкий (19.9.1779 — 1795);
  - Арсений Головневский (коадъютор брестский 1791—1795).